# Свержение Бирона

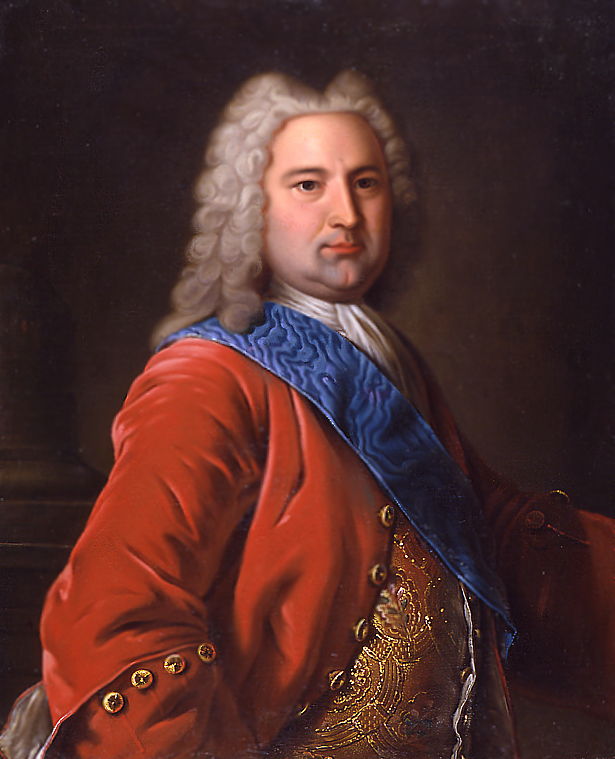
Портрет герцога Курляндского Эрнста Иоганна Бирона (1737—1740).

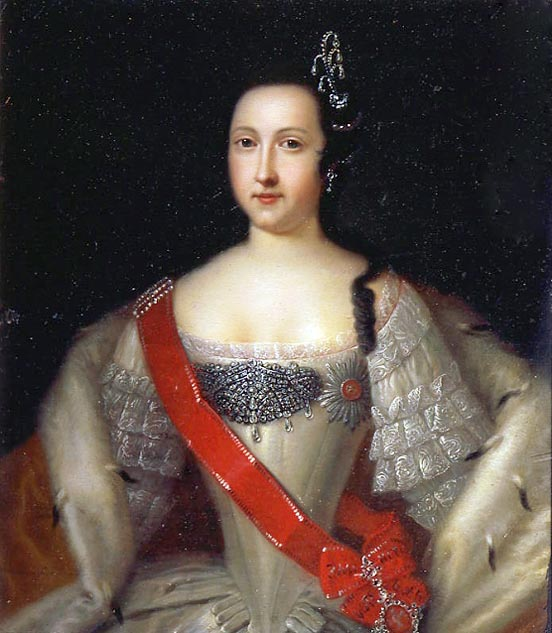
Л. Каравак. Анна Леопольдовна (после 1733).

Свержение Бирона — дворцовый переворот, свершившийся в ночь с 8 на 9 ноября 1740 года, в ходе которого регент Российской империи Эрнст Иоганн Бирон был свергнут и арестован в собственной спальне в Летнем дворце.

## Назначение Бирона регентом
В соответствии с «Уставом о наследии престола» от 5 февраля 1722 года, созданному Петром I, Анна Иоанновна перед смертью подписала завещание, согласно которому престол наследовал сын её племянницы Анны Леопольдовны из Мекленбургского дома — Иоанн Антонович, который по причине возраста (он был грудным младенцем) не мог править самостоятельно. Анна отказалась передавать корону дочери Екатерины I Елизавете Петровне и 12-летнему герцогу Голштинии Петеру Фридриху — сыну старшей дочери Петра Великого Анны Петровны. Эрнст Иоганн Бирон, фактический правитель России и герцог Курляндии и Семигалии, по завещанию Анны становился правителем-регентом до 17-летия императора Иоанна или, в случае его смерти, до 17-летия другого ребенка Анны Леопольдовны и Антона Ульриха Брауншвейгского. По воле Анны Иоанновны Бирон получал неограниченную власть во внутренних и внешних делах, мог заключать международные трактаты от имени малолетнего императора, быть главнокомандующим армии и флота, а также ведать финансовой деятельностью государства.

## Переворот
Ночью 9 ноября 1740 года, получив накануне одобрение Анны Леопольдовны, Миних в сопровождении преданных ему лично гвардейцев (чуть более сотни человек) отправился к резиденции Бирона в Летнем дворце Анны Иоанновны. Есть сведения, что 300 гвардейцев, которые должны были охранять Бирона, незамедлительно перешли на сторону организаторов переворота и не пытались предотвратить арест регента. Солдаты, которым Миних объявил о том, что планируется арест Бирона, якобы прокричали «ура». На крыльце Зимнего дворца были оставлены 40 гвардейцев, которые заняли все входы и выходы, после чего Миних послал своего адъютанта Христофа Германа Манштейна с 80 солдатами арестовать Бирона. По некоторым данным, Миних отдал Манштейну приказ арестовать 20 гвардейцев Лейб-гвардии Преображенского полка, а в случае ожесточённого сопротивления было приказано лишить Бирона жизни. Согласно воспоминаниям самого Манштейна, его солдаты точно не знали, где располагается спальня Бирона, поэтому поначалу они просто открывали одну за другой двери в помещениях дворца, воспользовавшись беспечностью и халатностью личной гвардии Бирона. В конце концов Манштейн ворвался в спальню регента и разбудил его. По некоторым сведениям, Бирон тотчас полез под кровать, а затем, как описывает Манштейн в своих мемуарах, 

«…встав, наконец, на ноги и желая освободиться от этих людей, сыпал удары кулаком вправо и влево; солдаты отвечали ему сильными ударами прикладом, снова повалили его на землю, вложили в рот платок, связали ему руки шарфом одного офицера и снесли его голого до гауптвахты, где его накрыли солдатской шинелью и положили в ожидавшую тут карету фельдмаршала.»

## Дальнейшая судьба Миниха

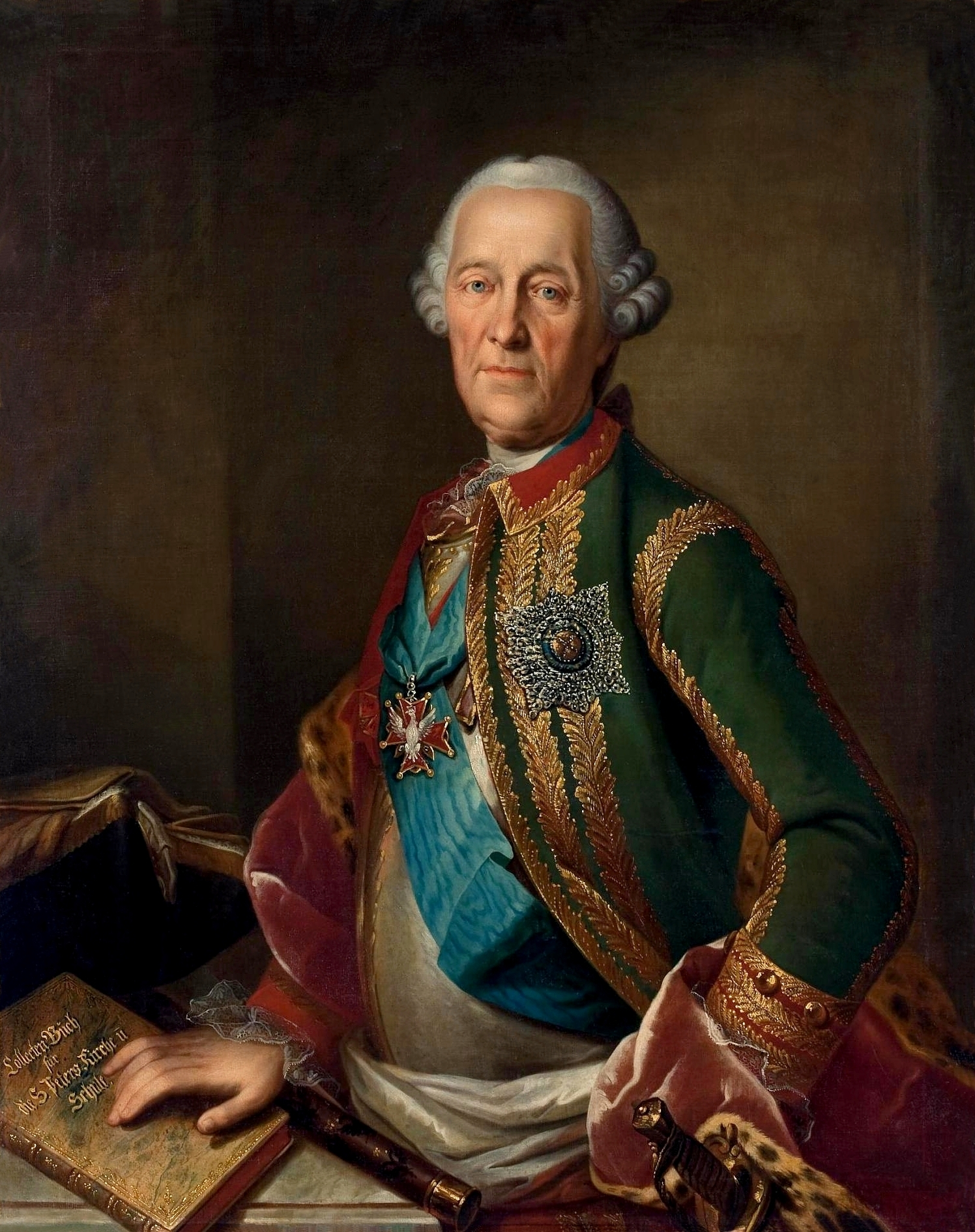
Г. Бухгольц. Портрет графа Б. К. Миниха. Около 1764–1765

Христофор Антонович Миних, отличавшийся честолюбием и мечтавший о продвижении по карьерной лестнице и звании верховного главнокомандующего российских войск, искренне рассчитывал на благодарность Анны Леопольдовны и Антона Ульриха, которые относились к Бирону с неприязнью и опасались его крутого нрава. Впрочем, родители императора изначально были настроены против дополнительного контроля над их действиями, поскольку постоянно испытывали притеснения со стороны Бирона и не желали, чтобы Миних, также обладавший жёстким характером, занял должность нового регента. Вскоре отец императора принц Антон Ульрих Брауншвейгский получил чин генералиссимуса вместо Миниха, вынужденного довольствоваться званием первого министра, что стало для последнего сильным психологическим ударом. Государственные же дела оказались в ведении Андрея Ивановича Остермана, которому доверяла брауншвейгская семья. Анна Леопольдовна через короткое время была объявлена Великой княгиней и Правительницей Российской империи до совершеннолетия императора Ивана VI Антоновича. Христофор Миних, не дождавшись регалий, в начале 1741 года решился на радикальный шаг и подал прошение об отставке. Видимо, он рассчитывал, что этот шаг поспособствует смягчению позиций родителей Иоанна Антоновича. Правительница, едва увидев прошение, без колебаний удовлетворила просьбу Миниха и отправила его в отставку.

## Влияние Остермана

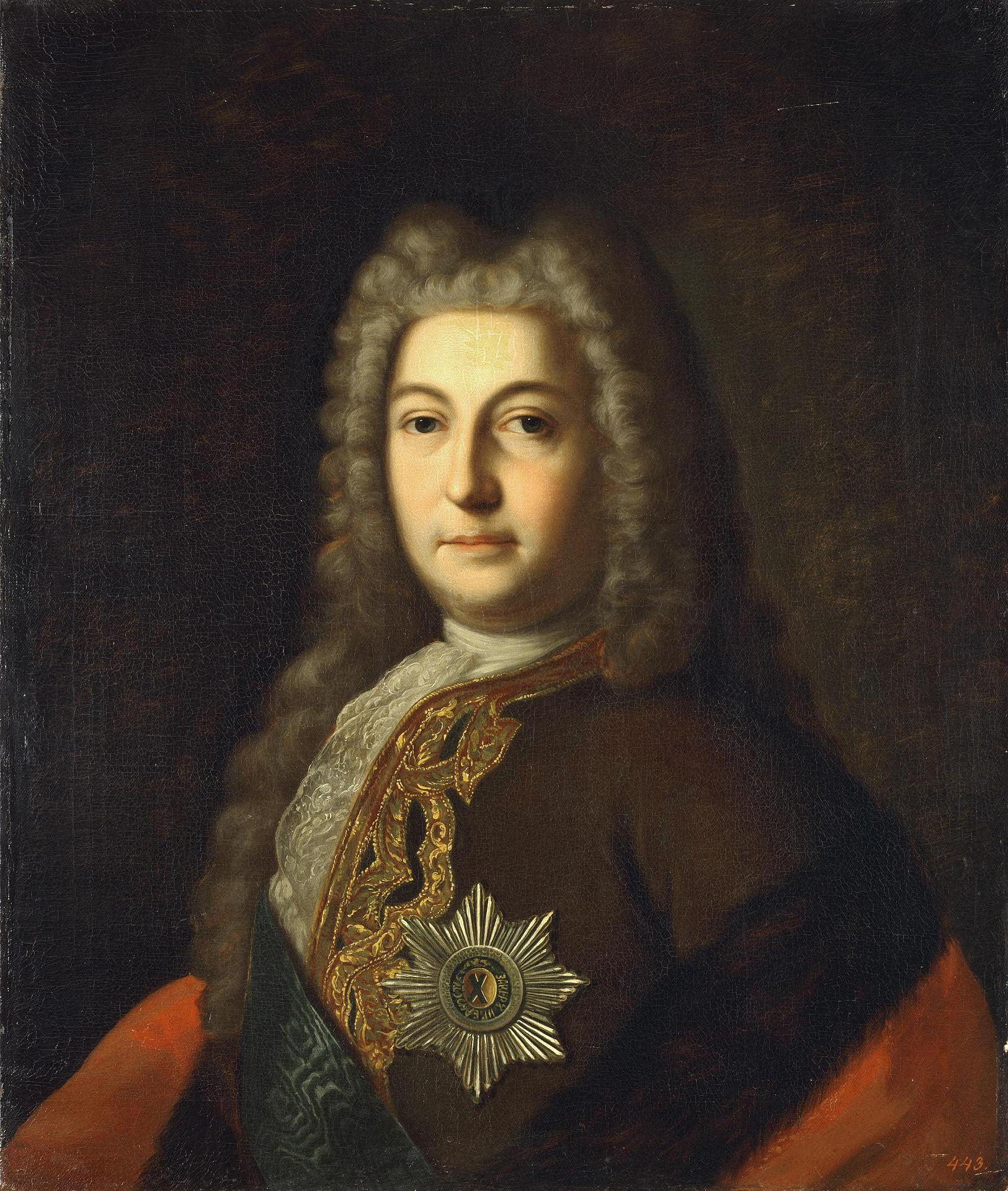
Генрих Иоганн Фридрих (Андрей Иванович) Остерман (1687-1847)

Одним из тех, кто сохранил прежнее привилегированное положение и даже приобрёл новые политические дивиденды после дворцового переворота 1740 года, был Андрей Иванович Остерман, который в годы фаворитизма Бирона являлся его ключевым советником по ряду значимых вопросов государственного управления и возглавлял учреждённый по его же предложению Кабинет министров. Анна Леопольдовна не ограничила привилегий Остермана и сохранила за ним все его административные должности, хотя есть предположения, что Остерман был в курсе готовящегося переворота против регента Бирона и знал его примерную дату. В дальнейшем Остерман, ставший близким советником Анны Леопольдовны, неоднократно предупреждал мать Иоанна VI о заговоре, который планировала Елизавета Петровна, но все его предупреждения оставлялись представителями Брауншвейгского дома без должного внимания.

## Супруга Бирона
Известно, что солдаты, посланные арестовывать Бирона, не получили приказа относительно супруги регента Бенигны Готтлиб Тротт фон Трейден, которая, воспользовавшись суматохой в связи с избиением своего мужа, выбежала из дворца в одной ночной рубашке. Гвардейцам удалось поймать её, и они привели её к Манштейну, спросив, что с ней делать. Манштейн приказал везти её вместе с низложенным супругом в Зимний дворец, но гвардейцы, столкнувшись с яростным сопротивлением Бенигны, оставили её в снегу. Она пролежала в сугробе некоторое время, пока кто-то из офицеров не обнаружил её и не повелел везти её в заключение в Зимний дворец вслед за мужем. 9 ноября герцогиня с супругом была отправлена в Шлиссельбургскую крепость и затем сопровождала мужа во всех его скитаниях, а в 1763 году вернулась с ним в Митаву, где и оставалась до смерти 5 (16) ноября 1782 года.

## Судьба Бирона и его братьев
После первых допросов Бирона вместе с супругой и сыном Петром Бироном заключили в Шлиссельбургскую крепость. Была создана особая следственная комиссия, которая должна была расследовать «преступления» Бирона как в период фаворитизма, так и во время непродолжительного регентства. В итоге после пяти месяцев работы комиссии суд приговорил Бирона к четвертованию, которое вскоре по решению Анны Леопольдовны было заменено лишением всех должностей и ссылкой в Пелым. Имущество Бирона по решению суда было конфисковано, а самому экс-регенту в ссылке определялись «кормовые» размером в 15 рублей в день (включая расходы на прислугу).
В результате переворота пострадали и братья Эрнста Иоганна Бирона. В частности, его младший брат Густав Бирон был также заключён в Шлиссельбургскую крепость, после чего во время следствия был признан соучастником брата и сослан в Нижнеколымский острог, но, не доехав до места ссылки, по указу уже Елизаветы Петровны в 1742 году был переведён на жительство в Ярославль, а через два года получил полную свободу и прежние чины. Другой брат, Карл Бирон, который находился на должности генерал-губернатора Москвы, был арестован и под строжайшим караулом препровождён в Ригу, где в секретной тюрьме Рижского замка был подвергнут допросу. Вскоре, после завершения процедуры дознания в июне 1741 года он был отправлен в ссылку в Среднеколымск. Вскоре, после нового переворота, местом его ссылки также был определён Ярославль, откуда в 1744 году ему было позволено выехать в свои лифляндские имения.